# Lonchaea bruggeri
Lonchaea bruggeri is een vliegensoort uit de familie van de Lonchaeidae. De wetenschappelijke naam van de soort is voor het eerst geldig gepubliceerd in 1967 door Morge.